# Antia sumptuaria
La lex Antia sumptuaria va ser una antiga llei romana establerta en data desconeguda però poc després del 676 de la fundació de Roma (77 aC), que taxava les despeses dels banquets i limitava el tipus de persones amb les que podia sopar un magistrat en exercici o electe. La va proposar Anti Restió, que en la seva vida mai va menjar a casa d'un altre, però la llei aviat va quedar fora d'ús. Ho explica Aulus Gel·li.